# Serge Bret
Pas d'image ? Cliquez ici

a Compétitions nationales et continentales officielles uniquement.

b Matchs officiels uniquement.
Serge Bret, né le 15 décembre 1961 à Perpignan et mort le 4 janvier 2017 à Canet-en-Roussillon, est un joueur de rugby à XIII dans les années 1980.
Il effectue sa carrière sportive au sein de trois clubs des Pyrénées-Orientales, le XIII catalan, où il fut formé et avec lequel il a remporté le Championnat de France et la Coupe de France, Saint-Estève et Pia
Fort de ses performances en club, il est sélectionné à trois reprises de l'équipe de France entre 1986 et 1990.

## Biographie
Son fils, David Bret, a été joueur de rugby à XV à Salanque côte radieuse en Fédérale 2.
A son décès, Jacques Jorda déclare à son égard qu'il « est un des joueurs les plus fort qu'il eu la chance d'entraîner, il était bon en tout » et formait « la paire de centre supersonique chez les Bleus avec Guy Delaunay ».

## Palmarès
- Collectif :
  - Vainqueur du Championnat de France : 1982 et 1987  (XIII Catalan).
  - Finaliste de la Coupe de France : 1987 (XIII Catalan).